# Zhu Mingye
Zhu Mingye (chiń. 朱 明叶; ur. 14 stycznia 1992 w Yunfu) – chińska szpadzistka, trzykrotna medalistka mistrzostw świata.
Podczas mistrzostw świata w Lipsku w 2017 roku Chinki w składzie: Sun Yiwen, Sun Yujie, Xu Chengzi i Zhu Mingye zdobyły srebrny medal w turnieju drużynowym. W tej samej konkurencji zdobyła również złoto na mistrzostwach świata w Budapeszcie w 2019 roku oraz brąz na mistrzostwach świata w Wuxi w 2018 roku.
Wystartowała na igrzyskach olimpijskich w Tokio w 2020 roku, gdzie drużynowo była czwarta, a indywidualnie jedenasta.
Zdobyła ponadto złoty medal drużynowo na igrzyskach azjatyckich w Dżakarcie w 2018 roku.